# Ꚅ
La Zhwe (Ꚅ ꚅ; cursiva: Ꚅ ꚅ) es una letra del alfabeto cirílico. La forma de la letra se originó como una ligadura de las letras cirílicas ze (З з З з) y zhe (Ж ж Ж ж).
Se usaba en el idioma abjasio donde representaba la fricativa postalveolar sonora labializada /ʒʷ/. Esto fue reemplazado por el dígrafo Жә.

Imagen de la letra zhwe

## Códigos de computación
| Carácter      | Ꚅ                             | Ꚅ                             | ꚅ                             | ꚅ                             |
| ------------- | ----------------------------- | ----------------------------- | ----------------------------- | ----------------------------- |
| Unicode       | LETRA MAYÚSCULA CIRÍLICA ZHWE | LETRA MAYÚSCULA CIRÍLICA ZHWE | LETRA MINÚSCULA CIRÍLICA ZHWE | LETRA MINÚSCULA CIRÍLICA ZHWE |
| Codificación  | decimal                       | hex                           | decimal                       | hex                           |
| Unicode       | 42628                         | U+A684                        | 42629                         | U+A685                        |
| UTF-8         | 234 154 132                   | EA 9A 84                      | 234 154 133                   | EA 9A 85                      |
| Ref. numérica | &#42628;                      | &#xA684;                      | &#42629;                      | &#xA685;                      |